# U23-as Afrikai nemzetek kupája
Az U23-as Afrikai nemzetek kupája (angolul: Africa U-23 Cup of Nations) egy a CAF által kiírt nemzetközi labdarúgótorna, a 23 éven aluli labdarúgók számára.
A tornát 2011 óta rendezik meg és a tervek szerint négy évenként lesz az újabb kiírás. A sorozat egyben selejtező is az olimpiai játékokra. Az első három helyezett automatikusan kijut, a negyedik pótselejtezőt játszik egy ázsiai zónából érkező csapattal.
A legsikeresebb válogatottak, Gabon, Nigéria és Egyiptom 1–1 győzelemmel.

## Eddigi eredmények
| 2011 Részletek | Marokkó  | · Gabon    | 2 – 1      | · Marokkó          | · Egyiptom                | 2 – 0              | · Szenegál |
| 2015 Részletek | Szenegál | · Nigéria  | 2 – 1      | · Algéria          | · Dél-afrikai Köztársaság | 0 – 0 3 – 1 (b.u.) | · Szenegál |
| 2019 Részletek | Egyiptom | · Egyiptom | 2 – 1 (hu) | · Elefántcsontpart | · Dél-afrikai Köztársaság | 2 – 2 6 – 5 (b.u.) | · Ghána    |
| 2023 Részletek | Marokkó  | · Marokkó  | 2 – 1 (hu) | · Egyiptom         | · Mali                    | 0 – 0 4 – 3 (b.u.) | · Guinea   |

## Éremtáblázat
| Ország                  |   |   |   |   |
| ----------------------- | - | - | - | - |
| Egyiptom                | 1 | 1 | 1 | 3 |
| Marokkó                 | 1 | 1 | 0 | 2 |
| Gabon                   | 1 | 0 | 0 | 1 |
| Nigéria                 | 1 | 0 | 0 | 1 |
| Algéria                 | 0 | 1 | 0 | 1 |
| Elefántcsontpart        | 0 | 1 | 0 | 1 |
| Dél-afrikai Köztársaság | 0 | 0 | 2 | 2 |
| Mali                    | 0 | 0 | 1 | 1 |